# Exetastes inquisitor
Exetastes inquisitor là một loài tò vò trong họ Ichneumonidae.